# Castel Montani di Sotto
Il castel Montani di Sotto (in tedesco Burg Untermontani) è posizionato, insieme al più grande castel Montani di Sopra, all'ingresso della val Martello sopra la frazione di Morter del comune di Laces in Provincia di Bolzano.

## Storia
Il castello costituiva l'avamposto per il castel Montani di Sopra (Obermontani) ed era quindi anch'esso di proprietà della famiglia Montani. Anche se non ci sono indicazioni precise sulla sua data di costruzione, è plausibile, vista la funzione, che essa risalga al XIII secolo.
Nel 1355 Alberto Montani vendette il castello a Heinrich von Annenberg, che lo ristrutturò. In seguito passo tra vari proprietari finché all'inizio del XVII secolo venne acquistato dai Conti von Mohr. Col tempo perdette sempre più di importanza, fu abbandonato e divenne una rovina.
All'inizio del XIX secolo, il palazzo residenziale e parte del muro di cinta franarono nel sottostante rio Plima, che aveva eroso le basi della collina su cui sorge. Nel 1945 crollò anche parte del mastio.
Oggi è di proprietà della Provincia Autonoma di Bolzano.

## Caratteristiche
Il castello si trova nella parte nord della collina sulla quale sorge anche il castel Montani di Sopra. Ha una forma triangolare con il vertice rivolto verso sud, dove si ergono i resti del mastio. Le mura hanno dei merli a coda di rondine e nella parte ovest dell'edificio si trova la porta di accesso, dotata un tempo di ponte levatoio.
Nonostante il cattivo stato di conservazione il castello è accessibile.